# A flor de piel (telenovela)
A flor de piel fue una telenovela mexicana producida por Víctor Hugo O'Farrill y su empresa O'Farrill y Asociados en 1994, esta telenovela, al igual que El peñón del amaranto fue vendida a Telemundo y TV Azteca, además de ser la última producción O'Farrill y su empresa.
Protagonizada por Mariana Garza y Gerardo Acuña, con la participación antagónica de Anna Ciocchetti.

## Elenco
- Mariana Garza - Mariana Bravo
- Gerardo Acuña - Daniel
- Anna Ciocchetti - Ángela
- Carlos Monden - Don Julián
- Roberto Sosa - Ricardo
- María Barbosa - Sofía
- José Luis Franco - Héctor
- Marisa De Lille - Isabel
- Carlos Alejandro Díaz - Chacho
- Nubia Martí - Virginia
- Alfredo Sevilla - Nico
- Alicia Bonet - Carlota
- Ana Silvia Garza - Margarita / Daisy
- Dunia Saldívar - Chole
- Lorena Rivero - Yolanda
- Carmen Delgado - Silvia
- Mauricio Ferrari - Juan
- Graciela Orozco - Toña
- Oscar Narváez - Álvarez
- Roberto Montiel - Alfredo
- Miguel Couturier - Miguel
- Josefo Rodríguez - Trapaga
- Gerardo Paz - Jorge
- Bianca Susana - Irma
- Cristina Michaus - Aurora
- Verónica Terán - Raquel
- Lucy Reina - Irene
- Juan Pablo Garcíadiego - Andrés
- César Arias - Don Cuco
- José María Negri - Anselmo
- Adolfo Ceballos - Sebastián

## Equipo de producción
- Original de: Ángela Carrillo
- Edición Literaria: Gabriela Gómez-Junco
- Musicalización: Jorge Larios
- Tema Musical: "A flor de piel"
- Letra: Samuel Cazes
- Arreglos: Alberto Gutiérrez
- Intérpretes: Mariana Garza y Juan Pablo Garcíadiego
- Música Incidental: Juan Pablo Garcíadiego
- Dirección de Arte: Carlos Brown
- Ambientación: Pedro Fernández
- Diseño de Vestuario: Tere Téllez
- Gerente de Producción: Edith Molina
- Jefe de Producción: Socorro Lemus
- Coordinador de Administración: C.P. Carlos Nájar Benítez
- Director de Diálogos: Rafael Sandoval
- Director de Cámaras: Francisco Medina
- Director de Post-Producción: Poncho Molina
- Director de Escena: Rafael Baledón hijo
- Productora Asociada: Rocío Gómez-Junco
- Productor: Víctor Hugo O'Farrill Ávila